# Przejście graniczne Muszynka-Kurov
Przejście graniczne Muszynka-Kurov – polsko-słowackie przejście graniczne małego ruchu granicznego i drogowe położone w województwie małopolskim, w powiecie nowosądeckim, w gminie Krynica-Zdrój, w miejscowości Muszynka na przełęczy Tylickiej, zlikwidowane w 2007.

## Opis
Drogowe przejście graniczne Muszynka-Kurov powstało 6 stycznia 2006, z miejscem odprawy granicznej po słowackiej w miejscowości Kurov. Czynne było przez całą dobę. Dopuszczony był ruch osób i towarów o dopuszczalnej masie całkowitej do 7,5 tony. Kontrolę graniczną osób, towarów i środków transportu wykonywała Placówka Straży Granicznej w Muszynie.
6 grudnia 1996 zostało utworzone przejście graniczne małego ruchu granicznego Muszynka-Kurov. Dopuszczone było przekraczanie granicy dla obywateli Polski i Słowacji zamieszkałych w strefie nadgranicznej lub czasowo zameldowanych w tej strefie, dla osób prowadzących gospodarstwa w pasie małego ruchu granicznego i jedynie w pobliżu tych gospodarstw oraz mechanicznych i niemechanicznych środków transportowych do użytku osobistego pod warunkiem ponownego ich wwozu. Odprawę graniczną i celną wykonywały organy Straży Granicznej. Doraźnie kontrolę graniczną i celną osób, towarów i środków transportu kolejno wykonywała Strażnica SG w Muszynie, Graniczna Placówka Kontrolna SG w Muszynie. Do przejścia granicznego od strony polskiej prowadziła droga krajowa nr 75 (od 1 stycznia 2006 roku), wcześniej droga powiatowa.
21 grudnia 2007 na mocy układu z Schengen przejście graniczne zostało zlikwidowane.
Infrastruktura przejścia (zbudowana po stronie słowackiej) została usunięta, pozostały jedynie dwie latarnie uliczne oświetlające miejsce przecięcia linii granicy państwowej z drogą. W okolice przejścia (przystanek Muszynka Osiedle) dojeżdżają busy prywatnej firmy przewozowej.

### Przejście graniczne z Czechosłowacją
W II RP istniało polsko-czechosłowackie przejście graniczne Muszynka-Kurov (miejsce przejściowe po drogach ulicznych), na czechosłowackiej drodze celnej Muszynka – Kurov. Był to punkt przejściowy z prawem dokonywania odpraw mieszkańców pogranicza, bez towarów w czasie i na zasadach obowiązujących urzędy celne, ustawione przy drogach kołowych. Dopuszczony był mały ruch graniczny. Przekraczanie granicy odbywało się na podstawie przepustek: jednorazowych, stałych i gospodarczych.

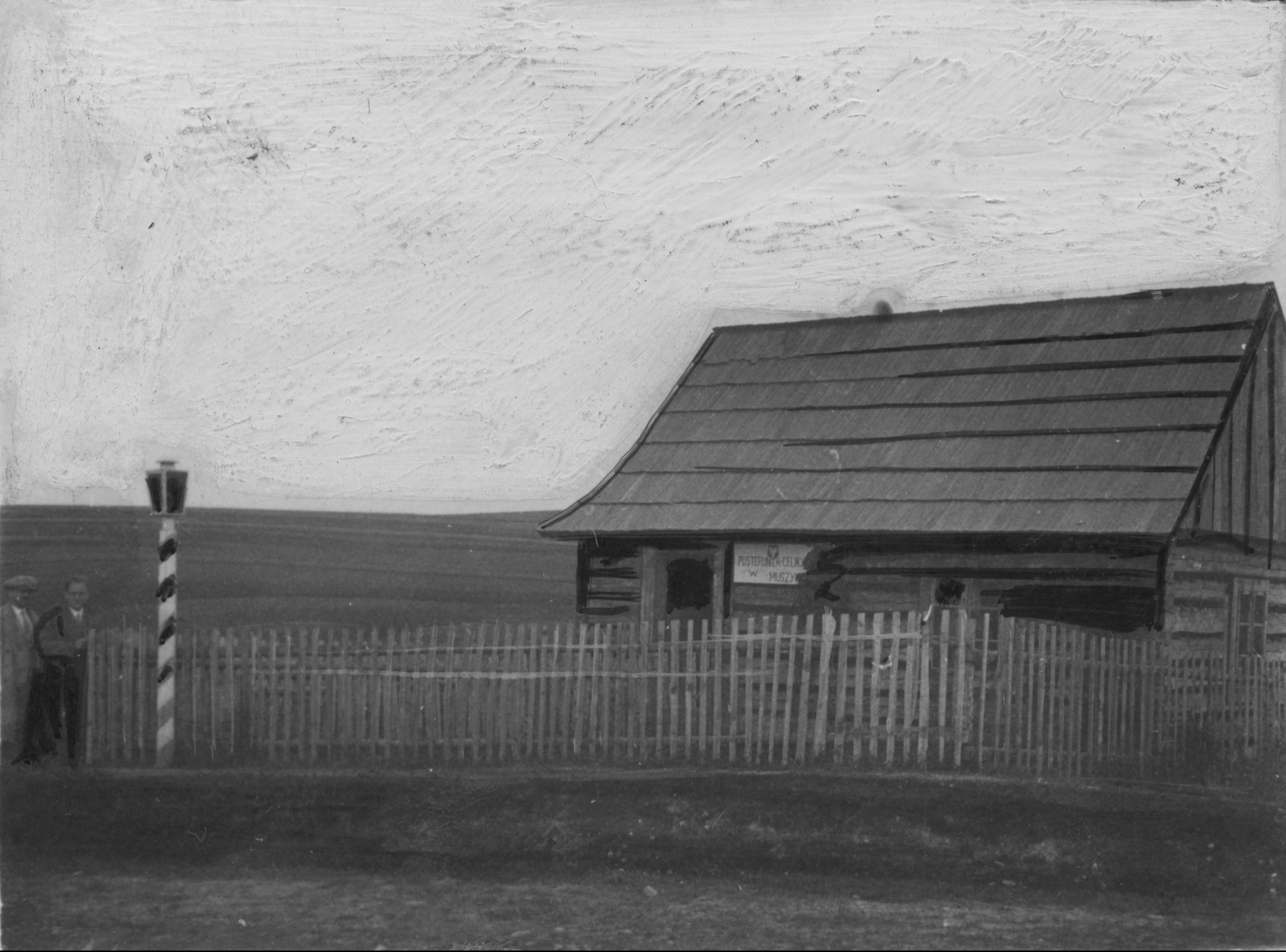
Przejście graniczne Muszynka-Kurov, posterunek celny w Muszynce. Z lewej dwaj mężczyźni przy płocie (1923–1935)